# Р-7 (сімейство ракет-носіїв)

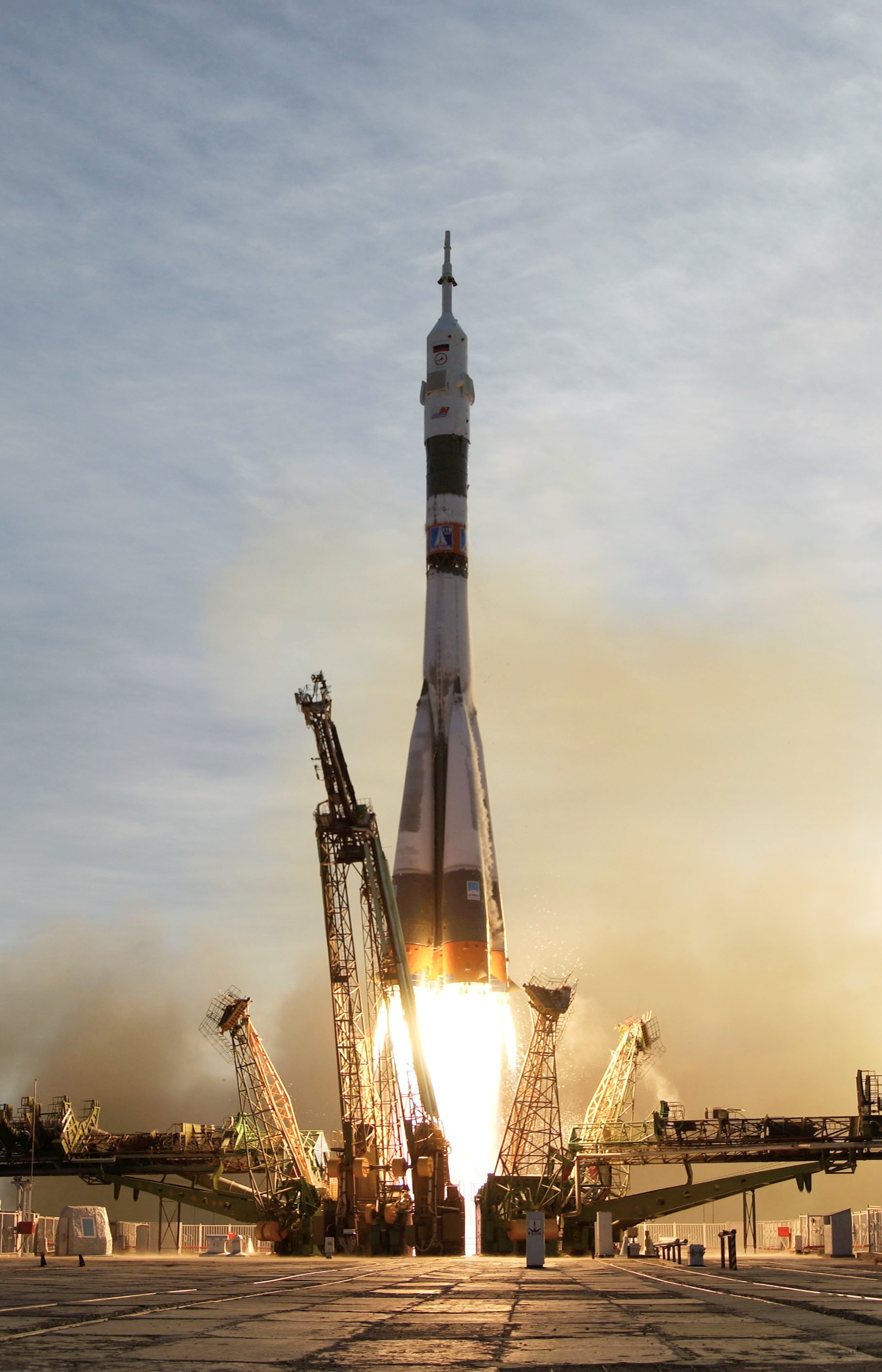
Ракета-носій «Союз-ФГ» при запуску космічного корабля Союз ТМА-5

Сімейство ракет-носіїв Р-7 — сімейство ракет-носіїв, створене на основі міжконтинентальних балістичних ракет Р-7 глибокою багатоетапною модернізацією базового носія.

## Загальні відомості
Вдалість та надійність конструкції і дуже велика для МБР вантажопідйомність дали змогу використовувати Р-7 як ракету-носій. У процесі експлуатації Р-7 як РН виявлялись недоліки і відбувались її модернізації для підвищення маси корисного навантаження, надійності, збільшення спектра вирішуваних нею завдань, що призвело до появи сімейства ракет-носіїв.
Ракети-носії цього сімейства відкрили людині космічну еру, вони здійснили:
- виведення на орбіту Землі першого штучного супутника;
- виведення на орбіту Землі першого супутника з живою істотою на борту;
- виведення на орбіту Землі першого пілотованого людиною корабля;

Усі пілотовані запуски СРСР, а потім Росії здійснювались і здійснюються ракетами цього сімейства.
Оскільки наймасовішими представниками сімейства є ракети-носії «Союз», ця назва часто використовується для позначення всього сімейства.
Вартість запуску ракети-носія з двигуном РД-0124 на другому ступені і з розгінним блоком — приблизно 70 млн дол. США. Вартість виготовлення ракети типу «Союз-У» і «Союз-ФГ» становить близько 20 млн доларів.

## Експлуатація
Експлуатуються такі РН сімейства:
- Союз-У
- Союз-ФГ
- Союз-2

Експлуатуючими організаціями є Космічні війська Росії і Роскосмос. Крім того, створена міжнародна корпорація Старсем (від Star — зірка і Sem — сім, сімка), що здійснює виведення корисного навантаження ракетами-носіями сімейства для іноземних замовників з космодромів Байконур і Куру.

## Перелік ракет-носіїв родини і їхніх головних відмінностей
| Ракета-носій | Код ГРАУ | Ступінь 1        | Ступінь 2 | Ступінь 3 | Ступінь 4 | РУ 1-го ступеня | РУ 2-го ступеня | РУ 3-го ступеня | РУ 4-го ступеня | Система управління                     | Довжина | Діаметр | Маса   |
| ------------ | -------- | ---------------- | --------- | --------- | --------- | --------------- | --------------- | --------------- | --------------- | -------------------------------------- | ------- | ------- | ------ |
| Супутник     | 8К71ПС   | Блоки Б, В, Г, Д | Блок А    | —         | —         | РД-107          | РД-108          | —               | —               | Аналогова, єдина                       | 29167   | 10300   | 267000 |
| Супутник-3   | 8А91     | Блоки Б, В, Г, Д | Блок А    | —         | —         | РД-107          | РД-108          | —               | —               | Аналогова, єдина                       | 31000   | 10300   | 269300 |
| Політ        | 11К59    | Блоки Б, В, Г, Д | Блок А    | —         | —         | РД-107          | РД-108          | —               | —               | Аналогова, єдина                       | 30000   | 10300   | 277000 |
| Луна         | 8К72     | Блоки Б, В, Г, Д | Блок А    | Блок Е    | —         | РД-107          | РД-108          | РД-0105         | —               | Аналогові: 1-ша для А-Д, 2-га для Е    | 33500   | 10300   | 279000 |
| Восток       | 8К72К    | Блоки Б, В, Г, Д | Блок А    | Блок Е    | —         | РД-107          | РД-108          | РД-0109         | —               | Аналогові: 1-ша для А-Д, 2-га для Е    | 38246   | 10300   | 287000 |
| Восток-2     | 8А92     | Блоки Б, В, Г, Д | Блок А    | Блок Е    | —         | РД-107          | РД-108          | РД-0109         | —               | Аналогові: 1-ша для А-Д, 2-га для Е    | 38246   | 10300   | 287000 |
| Восток-2М    | 8А92М    | Блоки Б, В, Г, Д | Блок А    | Блок Е    | —         | РД-107          | РД-108          | РД-0109         | —               | Аналогові: 1-ша для А-Д, 2-га для Е    | 38246   | 10300   | 287000 |
| Восход       | 11К57    | Блоки Б, В, Г, Д | Блок А    | Блок І    | —         | РД-107          | РД-108          | РД-0108         | —               | Аналогові: 1-ша для А-Д, 2-га для І    | 44628   | 10300   | 298400 |
| Молнія       | 8К78     | Блоки Б, В, Г, Д | Блок А    | Блок І    | Блок Л    | РД-107ММ        | РД-108ММ        | РД-0107         | C1-5400         | Аналогові: 1-ша для А-Д, 2-га для І, Л | 43440   | 10300   | 305000 |
| Молнія-М     | 8К78М    | Блоки Б, В, Г, Д | Блок А    | Блок І    | Блок Л    | РД-107ММ        | РД-108ММ        | РД-0110         | C1-5400         | Аналогові: 1-ша для А-Д, 2-га для І, Л | 43440   | 10300   | 305000 |
| Союз         | 11А511   | Блоки Б, В, Г, Д | Блок А    | Блок І    | —         | РД-107          | РД-108          | РД-0110         | —               | Аналогові: 1-ша для А-Д, 2-га для І    | 50670   | 10300   | 308000 |
| Союз-Л       | 11А511Л  | Блоки Б, В, Г, Д | Блок А    | Блок І    | —         | РД-107          | РД-108          | РД-0110         | —               | Аналогові: 1-ша для А-Д, 2-га для І    | 44000   | 10300   | 305000 |
| Союз-М       | 11А511М  | Блоки Б, В, Г, Д | Блок А    | Блок І    | —         | РД-107          | РД-108          | РД-0110         | —               | Аналогові: 1-ша для А-Д, 2-га для І    | 50670   | 10300   | 310000 |
| Союз-У       | 11А511У  | Блоки Б, В, Г, Д | Блок А    | Блок І    | —         | РД-117          | РД-118          | РД-0110         | —               | Аналогові: 1-ша для А-Д, 2-га для І    | 51100   | 10300   | 313000 |
| Союз-У2      | 11А511У2 | Блоки Б, В, Г, Д | Блок А    | Блок І    | —         | РД-117          | РД-118          | РД-0110         | —               | Аналогові: 1-ша для А-Д, 2-га для І    | 51100   | 10300   | 313000 |
| Союз-ФГ      | 11А511ФГ | Блоки Б, В, Г, Д | Блок А    | Блок І    | —         | РД-107А         | РД-108А         | РД-0110         | —               | Аналогові: 1-ша для А-Д, 2-га для І    | 49476   | 10300   | 305000 |
| Союз-2.1а    | 14А14    | Блоки Б, В, Г, Д | Блок А    | Блок І    | —         | РД-107А         | РД-108А         | РД-0110         | —               | Цифрова, єдина                         | 49476   | 10300   | 305000 |
| Союз-2.1б    | 14А14    | Блоки Б, В, Г, Д | Блок А    | Блок І    | —         | РД-107А         | РД-108А         | РД-0124         | —               | Цифрова, єдина                         | 49476   | 10300   | 311000 |
| Союз-2.1в    | 14А14    | Блок А           | Блок І    | —         | —         | НК-33-1         | РД-0124         | —               | —               | Цифрова, єдина                         | 44000   | 3000    | 158000 |

### Супутник
Фактично це була двоступенева МБР Р-7 зі знятою бойовою частиною. Саме ця ракета вивела на орбіту перший штучний супутник Землі і першу живу істоту. Варіант 8А91 відрізнявся від базового 8К71ПС двигунами зі збільшеним питомим імпульсом, використовувався для виведення «Об'єкту Д». Цей варіант став базою для триступеневих версій.

### Луна
Відрізнялася від ракети-носія «Супутник» додаванням 3-го ступеня — блоку Е. Вивела перший штучний супутник Сонця, першу міжпланетну станцію, досягла Місяця, першу міжпланетну станцію, що зробила перші знімки зворотного боку Місяця. Також відома як «Восход-Л».

### Восток
Відрізнялася від ракети-носія Луна модернізованим двигуном третього ступеня (РД-0109 замість РД-0105). Вивела на орбіту перший космічний корабель з людиною на борту.

### Восход
Була отримана з ракети «Молнія» заміною четвертого ступеня на збільшене корисне навантаження. Уперше використовувалася для запуску супутників фоторозвідки, маса яких перевищила можливості ракети «Восток». Дала змогу виводити пілотовані кораблі з екіпажем з двох-трьох космонавтів.

### Молнія
Чотириступенева ракета. Відрізнялась новим третім ступенем (Блок I), розробленим на базі другого ступеня бойової ракети Р-9, і наявністю 4-го ступеня (Блок Л) і модернізованими двигунами на всіх ступенях. Була призначена для виведення космічних апаратів на траєкторії відльоту до інших планет. Використовувалась для запуску станцій, що здійснили першу м'яку посадку на Місяці і вихід на навколомісячну орбіту, а також АМС, що здійснили посадку на Венеру. Дещо пізніше була використана для виведення на високоеліптичні орбіти супутників зв'язку серії «Молнія».

### Союз
Подальша модернізація ракети-носія Восход, що відрізнялась досконалішим двигуном 3-го ступеня (РД-0110). Дала змогу виводити нові «місячні» пілотовані космічні кораблі Союз, здатні маневрувати і стикуватись на орбіті.

### Союз-У
Модернізація ракети-носія «Союз», що відрізняється модернізованими двигунами 1-го і 2-го ступенів. Ракета-носій призначалась для заміни усіх інших ракет сімейства Р-7, за винятком ракети-носія «Молнія», тому одержала назву Союз-Уніфікований.
Експлуатується з 1973 року і є наймасовішою в історії людства (станом на 26 травня 2012 року здійснено 773 запуски).

### Союз-У2
Модернізація ракети-носія «Союз-У», пальним центрального блоку був синтетичний гас (синтин) замість традиційного авіаційного гасу Т1, що дало змогу збільшити вантажопідйомність приблизно на 200 кг. Експлуатація припинилась 1996 року після припинення виробництва синтину.

### Союз-ФГ
Модернізація ракети-носія «Союз-У» з новими двигунами першого і другого ступеня, що відрізняються спеціальними форсунковими головками для кращого сумішоутворення, звідки й назва (Союз-Форсункові Головки).
Створення цієї модифікації, незважаючи на відносно невеликий приріст корисного навантаження (близько 200 кг), було досить критичним, бо для виведення на РН «Союз-У» трьох космонавтів було потрібно або підбирати екіпаж з легких космонавтів, або максимально полегшувати їх різними способами (інтенсивні тренування, баня, жорсткі обмеження на особисті речі), що створювало значні незручності, особливо для космічних туристів. Здійснення пілотованих запусків на «Союз-ФГ» повністю розв'язало цю проблему.
Нині експлуатується.

### Союз-2
Модернізація ракети-носія «Союз-У» (через тривалість розробки «Союз-2» ближче до «Союз-ФГ», що є паралельною модифікацією «Союз-У»).
У пробній експлуатації поєднаній з випробуваннями.